# Crotalaria yunnanensis
Crotalaria yunnanensis är en ärtväxtart som beskrevs av Adrien René Franchet. Crotalaria yunnanensis ingår i släktet sunnhampor, och familjen ärtväxter. Inga underarter finns listade i Catalogue of Life.